# Biblioteca Nacional e Universitária da Islândia
A Biblioteca Nacional e Universitária da Islândia (em islandês Landsbókasafn Íslands – Háskólabókasafn) é a biblioteca nacional e universitária da Islândia, localizada na cidade de Reiquiavique, a capital.
É a maior biblioteca do país, contando com mais de 1 milhão de itens - livros, jornais, revistas, manuscritos, mapas, música, produção audiovisual, acervo da web, etc... É a depositária legal do património bibliográfico da Islândia desde 1886, e dispõe de uma importante coleção de manuscritos e de notas musicais.
Resulta da fusão em 1994 da antiga biblioteca nacional (Landsbókasafns Íslands, fundada em 1818) com a biblioteca universitária (Háskólabókasafns, estabelecida em 1940).